# KZ-Außenlager Verden
Das KZ-Außenlager Verden bestand vom 8. Januar 1945 bis zum April 1945 in Verden an der Aller in Niedersachsen. Es war ein sehr kleines Außenlager des KZ Neuengamme.
Die SS-Bauleitung Verden soll laut SS-Standortarzt Dr. Trzebinski zum Ausbau der SS-Schulungsstätte Sachsenhain acht KZ-Häftlinge herangezogen haben. Über die Lebens- und Arbeitsbedingungen dieser acht Häftlinge ist ebenso wenig bekannt wie über ihren Verbleib nach April 1945. Vor Ort erinnert nichts an dieses KZ-Außenlager.